# Udó de Nèustria
Udó fou un noble del segle IX a la Frància Oriental, fill de Gebhard, comte de Lahngau, i germà gran de Berenguer I de Nèustria i ambdós parents del senescal Adalard (A ell i el seu germà se'ls va concedir una posició preeminent a la Marca de Nèustria, per aquest parentiu amb Adalard el Senescal i el favor de Carles el Calb). Era probablement fill d'una germana d'Ernest, comte de Nordgau. 
Amb els seus germans, Berenguer i l'abat Waldo, va prendre part en la revolta del 861 de Carloman de Baviera, és possible que el seu cosí polític, en contra de Lluís el Germànic. La revolta va ser aixafada i els tres germans van fugir amb el seu parent Adalard a la cort del rei franc, Carles el Calb, que va concedir a Udó i Berenguer el control de la marca de Nèustria enfront dels vikings, al mateix temps que la marca de Nèustria enfront dels bretons va ser concedida a Robert el Fort.
El patrocini de Carles a la família va provocar la gelosia dels Rorgònides, la família més poderosa local a Nèustria i que després va controlar el Cenomannicus Ducatus (Maine). En 865, es van aliar amb Salomó de Bretanya i varen atacar als dos germans. Carles, per aconseguir la pau, els va desposseir de la marca i la va donar a Gausfred, un rorgònida.
Una carta del 879 menciona a Udó i els seus germans participant en la fundació de la Universitat de Gemünden. Evidentment, la mort de Lluís el Germànic el 876 els havia permès tornar a la cort de Carloman.
Va deixar un fill, Conrad, duc de Turíngia, que va ser el fundador de la dinastia dels Conradians i pare de Conrad I d'Alemanya.

## Matrimoni i fills
Es va casar amb Judit, germana de Conrad II de Borgonya, i va tenir:
- Conrad († 906), comte de Lahngau, duc de Turíngia.
- Eberard († 939), duc de Francònia
- Gebhard de Lotaríngia († 910), duc de Lotaríngia
- Rudolf († 908), bisbe de Würzburg.